# Vikariáty českobudějovické diecéze

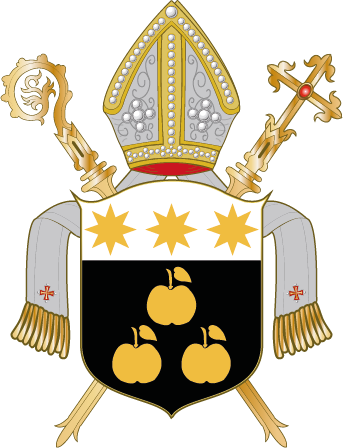
Znak českobudějovické diecéze

Českobudějovická diecéze je k 30. dubnu 2014 členěna na 10 vikariátů, v jejichž vedení stojí okrskoví okrskoví vikáři. V těchto vikriátech se pak nachází 354 farností.

## Vikariáty
- Vikariát České Budějovice-město
- Vikariát České Budějovice-venkov
- Vikariát Český Krumlov
- Vikariát Jindřichův Hradec
- Vikariát Pelhřimov
- Vikariát Písek
- Vikariát Prachatice
- Vikariát Strakonice
- Vikariát Sušice-Nepomuk
- Vikariát Tábor